# 斯巴達克 (頓涅茨克州)
斯巴达克（羅馬化：Spartak）是烏克蘭東部頓涅茨克州顿涅茨克区亞西努瓦塔市鎮的村莊。該村距離州府頓涅茨克10公里，始建於1922年，海拔高度232米，2001年人口1,956。